# Galinki (województwo łódzkie)
Galinki – osada w Polsce położona w województwie łódzkim, w powiecie rawskim, w gminie Biała Rawska.
Wieś wspominana w 1563 r. jako Galiny Małe. Galiny Duże (jako Galino) występują w 1415 r. Obecnie istnieje jedna wieś – Galinki.
W latach 1975–1998 miejscowość administracyjnie należała do województwa skierniewickiego.